# Clavaria rubescens
Clavaria rubescens är en svampart som beskrevs av Raf. 1813. Clavaria rubescens ingår i släktet Clavaria och familjen fingersvampar.   Inga underarter finns listade i Catalogue of Life.